# Distrito de Huayllán
El distrito de Huayllán es uno de los cuatro de que se compone la provincia de Pomabamba, esta integra, desde el 28 de junio de 1955 jurisdicción de esta provincia en  el Departamento de Ancash (República del Perú).
Limita por el norte con el distrito de Pomabamba (Centro Poblado Angascancha, separado por la quebrada de Vilcarajra); por el este, con el distrito de Casca  (Provincia de Mariscal Luzuriaga); por el sur, con el distrito de Lucma de la Provincia de Mariscal Luzuriaga; y por el oeste, con la provincia de Huaylas, mediante el divortium aquarum, línea imaginaria sobre la Cordillera Blanca.

## Historia
El distrito fue creado mediante Ley N.º 12374 del 28 de junio de 1955, en el gobierno del Presidente Manuel A. Odría.
Es evidente que los primeros pobladores fueron oriundos, o tal vez invasores, pero en un estado de nómadas, después de miles de años pasaron a la vida sedentaria debido a la explosión demográfica y el agotamiento de los recursos naturales para la recolección y la caza, luego se formaron los clanes o Ayllus apareciendo las tribus que conformaron las subculturas y acotaron a la gran cultura yayno, rudimentos de la tecnología, la artesanía, danzas y música de viento y percusión,  constatables en los yacimientos arqueológicos, las cavernas y las chinkanas. Las muestras son los tejidos, la cerámica, los coprolitos, herramientas desde las más rudimentarias hasta las armas líticas.
Durante el gobierno del Inca Pachacútec ( Pachakutiq, en Runa Simi), para completar el auge del Tahuantinsuyo ordenó a su hijo menor, el príncipe Yupanqui, que conquistase a los Huaras, konchucos, piscopampas. Después de una larga resistencia, estas etnias fueron doblegadas por la fuerza de los expansionistas cusqueños.
Los europeos arribaron a esta parte de Ancash durante los cien primeros años de la colonización, alegando que era los Wirakochas que venían por orden de los dioses a salvarles de los Incas y así ingenuamente los habitantes cayeron al engaño para ser sometidos a la explotación y aún más con la implantación de las encomiendas en la época colonial. Se ignora los nombres y apellidos de los primeros españoles, sin embargo existen en los archivos de la Iglesia católica la compra venta de la hacienda San Sebastián de Acobamba que abarcaba casi todo el territorio del actual distrito, por parte de la dueña Ana Alza de Villar al teniente coronel español Jorge Vidal Zela que compró por la suma de cincuenta mil pesos de pura plata, dinero entregado por su suegro el Cacique de Lucma apellidado López, aproximadamente entre los años 1730 y 1740; tuvo 18 hijos en dos matrimonios a quienes repartió su hacienda. Su hija beatona Melchora Vidal López construyó el Templo de la Virgen del Rosario desde el año de 1790 hasta 1810 dotando de las mejores alhajas de oro y plata, que en la actualidad se desconoce su paradero. Los últimos herederos a finales de la colonia y principios de época republicana fueron: don Andrés Vidal de Karwakasha y Kiswar, Vaquería e Ingenio de la familia Jara, Asuaj de los Durand, Vidal y Escudero, Atapacha y Jachaspampa de los Escudero, Huaychó de los Domínguez y Roca, Tinyash de los Vidal, Escudero y Meza, Chaupis de los Escudero, y Huanchacbamba de doña Melchora Vidal López quien vendió al curaca Paulli cambiando por 09 bocha de oro; actualmente este distrito está poblado por los descendientes de los ya mencionados. Se ignora de los que lucharon por la independencia de la patria, solamente se sabe de los hermanos Manuel y Julián Tarazona Castillo que participaron en la batalla de Junín. Durante la época republicana. Desde el año de 1861 hasta 1955; Huayllán perteneció al distrito y provincia de Pomabamba.

## Población y Geografía

### Demografía
De acuerdo al Instituto Nacional de Estadística e Informática del Perú, la población del distrito de Huayllán proyectada al 30 de junio de 2014, fue de 3 690 habitantes; casi en su totalidad bilingüe de ascendencia mestiza.

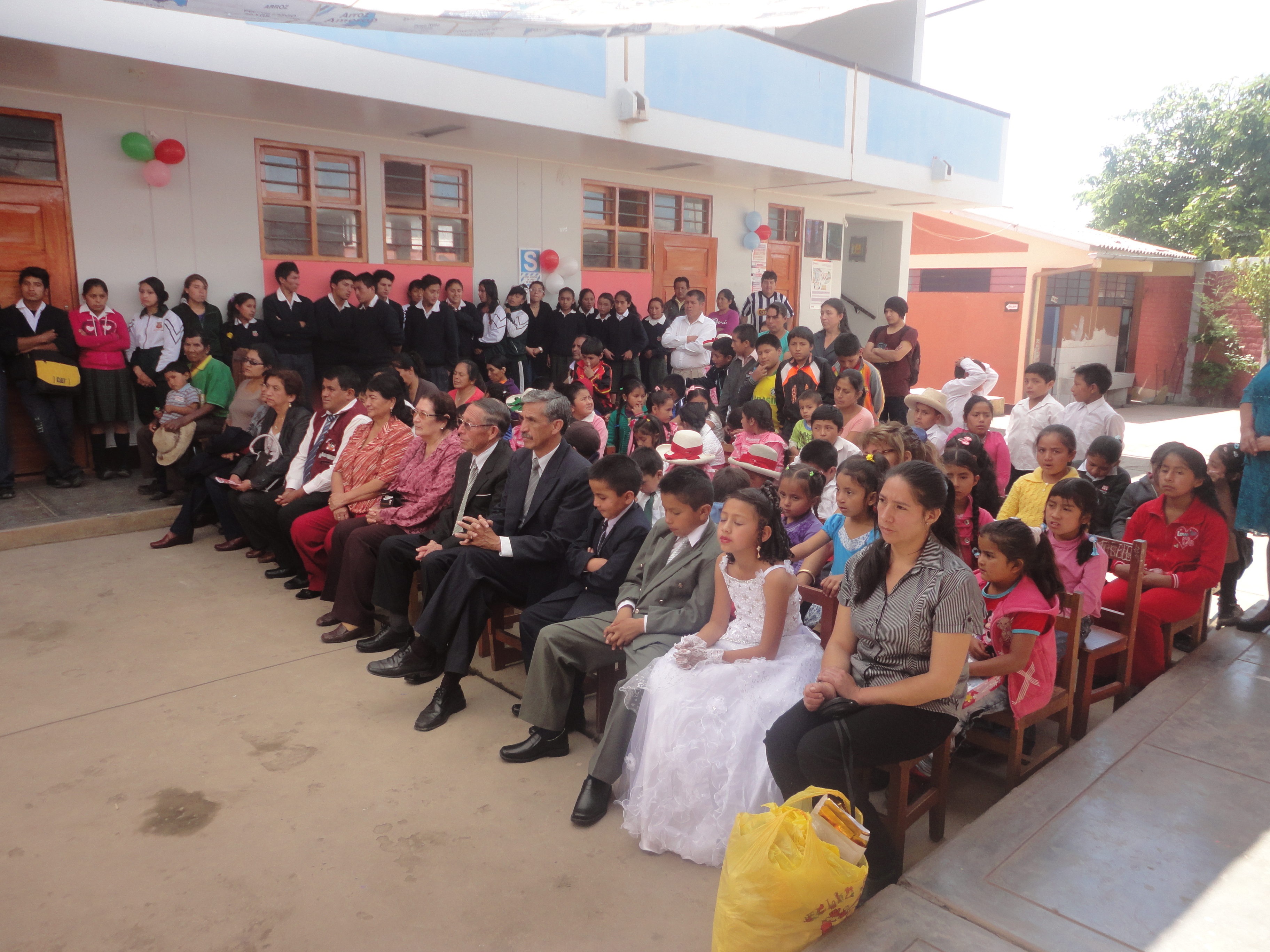
Docentes, padres de familia y estudiantes en una escuela de Huayllán

### Geografía
Tiene una superficie de 347,92 km², de clima templado en la mayor parte del territorio; los períodos de lluvia son entre los meses de noviembre y marzo. Su relieve es algo inclinado desde la orilla del río, poco accidentado en la zona quechua, y regular accidentado entre las puna y la cordillera blanca; los cerros son entre otros: Hatun Yayno, Chaqan, Chuspín, Shanllallakuqhirka, awkinhirka, Ichikparqa, Hatunparqa, Chahirka, Pukahirka, aqosh y Rima Rima. La capital del distrito se sitúa  en la región quechua, de clima templado; cálido en la zona Yunga, en las cercanías de Ñatinhirka o Chaqan y frígido en la zona jalca o puna. Las lagunas que se encuentran en su territorio son: Wikrokocha, Orkonkocha, Kajakocha y Karwankocha.

## Capital
La capital del distrito ubicado a 2 988 m,s.n.m, a 5.9 km y 16 min de la ciudad de Pomabamba, es el caserío de Huayllán; un área rural categorizado por el INEI como pueblo, sin las condiciones necesarias para crecer urbanísticamente, acá se encuentran el local de la Municipalidad Distrital, la gobernación y una institución educativa del nivel inicial; del mismo modo la iglesia matriz del santo patrón Francisco de Borja. Las instituciones educativas, del nivel de educación inicial N.º 104, primaria N.º 84014 y secundaria "Efráin Roca Gambini"; el centro de salud y demás instituciones públicas y privadas se encuentran ubicados estratégicamente en el caserío de Atojpampa que se encuentra a 2860 m.s.n.m. a 4.9 km y 13 min de la ciudad de Pomabamba. En el Centro Poblado de Huanchacbamba se encuentra la IE José María Arguedas, en el caserío de Huaychó otra IE del nivel secundaria y la recientemente creada IE "Eulolio Escudero Caldas" de Ingenio.

## Autoridades

### Municipales
- 2023-2026
  - Alcalde: Fredy Jon Escudero Vega
- 2019-2022[2]
  - Alcalde: Carlos Manuel Cobilich Castañeda
- 2015-2018
  - Alcalde: Juan Miguel Escudero Ortega.
- 2011-2014
  - Alcalde: Miguel Ángel Limas Velveder.
- 2007-2010
  - Alcalde: Fredy Jon Escudero Vega.
- 1955-2006 (Alcaldes)
  - Ladislao Villanueva Aguilar.
  - Enrique Escudero Durand.
  - Teodosio Tarazona Vidal.
  - Eleazar Vidal Roca.
  - Zacarías Vega Jaramillo.
  - Nelson Germán Cueva Gastelumendi.
  - Víctor Navarro Egúsquiza.
  - Victor Cueva Vidal.
  - Germán Cueva Capillo.
  - Misael Cueva Gastelumendi.
  - Cesáreo López Trebejo.
  - Julián Rojas Hermenegildo.
  - Luis Félix Ponte Flores.
  - Justiniano Victor Caldas Sotomayor.
  - Durango Israel Paredes Enrique.

## Restos arqueológicos

### Yayno
Yayno, monumento arqueológico extenso y extraordinario, se encuentra ubicado en el distrito de Huayllán, provincia de Pomabamba, departamento de Ancash, aproximadamente a 17 km de la ciudad de Pomabamba, edificado en la cumbre de Yaynohirka, perteneciente al cerro Pañahirka, a 4177 m s. n. m.
En el mes de mayo de 2004 se delimitó con la siguiente información técnica: Proyección UTM, DATUM WGS-84, ZONA 18. Vértice de referencia: Norte 9'016,600.000; Este 229,800.000. Área total: 1'057,167.202 m2 (105.75 Has). Perímetro: 4,336.814 m (Topógrafo E. Sosa, INC Ancash). Sin embargo, el área real es mucho más.
Esta portentosa ciudad estuvo abandonada cientos de años. Después de un largo proceso de valoración se declaró "Patrimonio Cultural de la Nación" el 17 de agosto de 2004-RDN INC N.º 682. Posteriormente con la RDN N.º 1220/INC/julio de 2006 y la RDN N.º 354/INC/marzo de 2008 se autorizó la investigación profesional de Yayno.
- CARACTERÍSTICAS:
  1. Yayno es uno de los sitios arqueológicos más importantes de la región Konchucos. Está construido en un cerro que tiene la forma de una pirámide vista desde el lado Este, lugar aparente para un Santuario. Yayno fue un sitio de peregrinaje, un centro y eje administrativo de la expansión Yayno. Posiblemente sus relaciones abarcaban toda la región Konchucos, es decir, las actuales provincias de Huari, Asunción, Antonio Raymondi, C.F. Fitzcarrald, Mariscal Luzuriaga, Pomabamba, Sihuas, Corongo, Pallasca, y también el Centro, el Sur y la Costa del Perú. Es probable que su vinculación haya llegado hasta el Ecuador como lo atestiguan las evidencias halladas últimamente como el Spondylus.
  2. La ciudad tiene más de 15 hectáreas, pero todo el conjunto pasa las 6,500 hectáreas. Es importante mencionar la existencia de algunas construcciones circulares y rectangulares en la zona donde está el poblado actual de Aswaq, que vendría a ser la prolongación de esta gran ciudad hasta el río Seqcha. Esta área no ha sido posible delimitar. Algunos agricultores los usan como corrales de animales, otros lo han destruido con el fin de utilizar las piedras para sus viviendas.
  3. La mayoría de los restos arqueológicos pertenecientes a su área de contacto como Chaqan, Qarway, Shumaq Pirka (Quinuabamba), Pashash (Pallasca), Marka Wamachuko (Huamachuco), tienen el mismo estilo arquitectónico por lo que se presume podrían pertenecr a la macro etnia de la región Konchucos.
  4. Sus muros son muy singulares, no tienen parangón en la cultura Recuay, están construidos en dos hiladas sobre un buen cimiento; los edificios principales se encuentran sobre plataformas bien niveladas. La cara externa, en la mayoría de las paredes, presenta un mejor acabado. En todos los casos se han usado piedras pequeñas y planas denominadas pachillas junto a piedras pesadas sobre muros cada vez más altos. Esta pequeñas lajas escogidas forman parte de un conjunto estético en los muros de las habitaciones importantes. La misma composición se observa en algunos muros del templo de Chavín de Huántar. El paramento externo en la mayoría de los muros presenta esta estructura de piedras planas grandes con chicas, mayormente canteadas. Por ejemplo, el lado Este del claustro se presenta como un encaje artístico de "losetas gigantes" superpuestas e intercaladas con otras lajas pequeñas. Esta alternancia de piedras grandes y pequeñas permitía a los constructores de Yayno seguir con facilidad el trazo circular en las construcciones concéntricas de los torreones. En los muros principales encontramos puertas o accesos que miden entre 0.80 m y 2.60 m de ancho, pero la mayoría tiene más de 1.50 m. El grosor de las paredes en todo el complejo varía entre 0.40 m a 1:45 m de ancho. Los dinteles de la mayoría de las puertas o pasajes parecen haber sido de madera, pues no hay vestigios de ellos, si fueron de piedra posiblemente estén enterrados entre la maleza y tierra acumulada; sin embargo, las pilastras de muchos accesos todavía se mantienen en pie.
  5. .Otra característica que se percibe en la cara externa de algunos muros de las habitaciones en el recinto mayor del claustro, es la repetición de piedras grandes cuadrangulares y sobre ellas otras rectangulares colocadas horizontalmente, parecida a un sector del muro en el frontis del Templo de Chavín. Esto hace suponer que los arquitectos y constructores de Yayno conocían esta técnica y posiblemente mantuvieron alguna relación con los de Chavín.
  6. Las cabezas clavas habrían sido creadas en otros lugares antes de Chavín. Esto es posible a que en Yayno llama la atención ciertas prominencias o salientes a manera de pequeñas cabezas clavas que aparecen en la pared interna de la Torre de la Luna y en la del recinto mayor del Claustro, prominencias que se repiten en otras zonas de su influencia especialmente en Wankapetí (Quinuabamba). Estas prominencias, u otras de épocas anteriores, podrían haber sido los inicios o ensayos creativos de las famosas cabezas clavas.
  7. Existen muchos conductos en varios lugares del complejo Yayno, especialmente en los grandes recintos circulares y cuadrangulares, probablemente con el fin de evitar la erosión y para el rápido desplazamiento del agua de lluvia. En la plaza 1 existe un conducto o drenaje construido con precisión y conectado en "T", comprobándose lo avanzado de la tecnología hidráulica de los yaynos. Hoy muchos de estos conductos se encuentran obstruidos.
  8. Las construcciones importantes llamadas el Claustro, la Torre de la Luna, las Plazas, el Reloj Astronómico, tienen en su base cimientos con plataformas especialmente niveladas, que a veces sobresalen de la pared a manera de muros de contención o contrafuertes. Esta técnica se repite en otras zonas de su influencia, como en Shumaq Pirka en Wankapetí. El diseño arquitectónico de todo el complejo es una obra de ingeniería como se puede advertir al observar las fotografías y planos de los estudiosos.

### Garway
Voz quechua, significa algo que amarilla o madura, aludiendo a dos hechos objetivos; uno al color amarillo-rojizo-ocre del suelo del territorio, y otro, al paisaje amarillento rojizo de los sembríos de los meses de mayo a agosto. Garway es el asiento de otro de los restos arqueológicos notables de pomabamba-Ancash, en el distrito de Huayllán; situado a unos 20 km de Pomabamba a 3 600 m s. n. m. y a unos 04 km al este de Yayno. De clima templado-frío, es una hondonada suave que contrasta hacia el oriente con una peñolería de más de 40° de pendiente, de donde se aprecia un precipicio que aterra por su profundidad, pero al mismo tiempo es un excelente mirador que domina el norte, sur y oriente. Posiblemente fue un lugar estratégico para las comunicaciones acústicas y objetivas entre los territorios circundantes de aquella época.

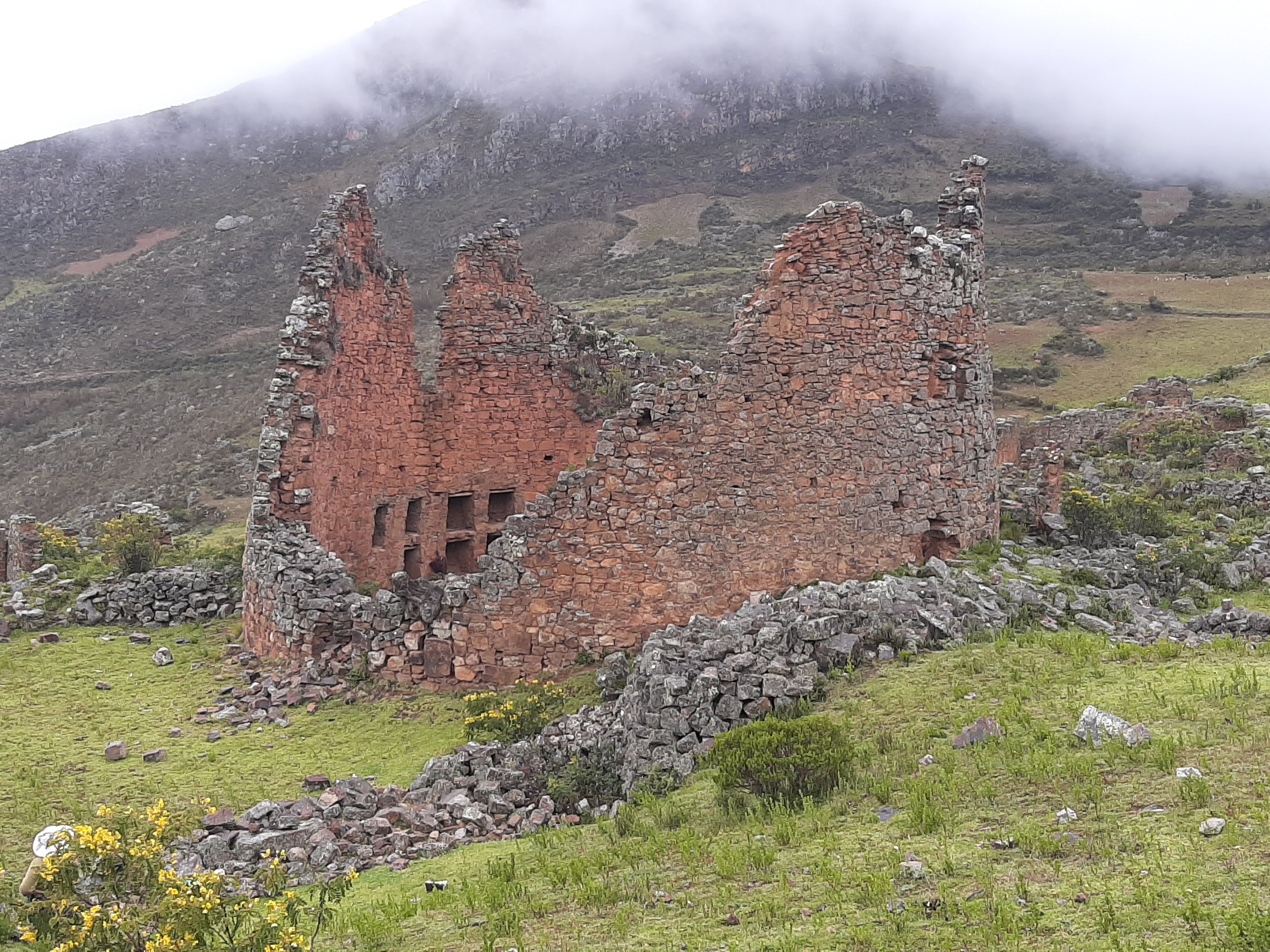

### Rayo Gaga
Aquí encontramos impresionantes restos arqueológicos pre Incas, construidas sus habitaciones y edificios con piedras más pequeñas, encontrándose calles y pasadizos muy hermosos, lo encontramos en la cadena rocosa que baja de la zona de Yayno hacia Atapachca y Alajyaku. Lo sorprendente es, como los antiguos construyeron sus viviendas sobre los precipicios y aprovecharon espacios pequeños en las planicies; en la parte baja encontramos chullpas y otros recintos subterráneos.

### Kukupamarka
Existen hermosos restos arqueológicos y magníficas construcciones con piedras calizas, con bellos pasadizos, calles y lugares de concentración humana. Probablemente fue el centro administrativo y político de yayno.

### Jachas
Es otro de los restos arqueológicos próximo al poblado de Jachaspampa; es muy probable que fue un lugar que sirvió de cementerio. Aquí se han descubierto recintos subterráneos.

### Chagán
Se encuentran una serie de construcciones pre Incas, todas a base de piedras; es otro de los atractivos turísticos del distrito.

### Uchugaga
Se observan tumbas de diferentes dimensiones construidas en roca. Estas cavernas se encuentran en el límite con el Centro Poblado de Huanchacbamba.

### Kurwas
Es el conjunto de cavernas que se encuentran en las rocas que atraviesan desde la quebrada de Vilcarajra hacia Huanchacbamba, más o menos existen 100 huecos o cavernas funerarias.